# Trophée Andros
Pour les articles homonymes, voir Andros.
Le Trophée Andros — depuis 2010 e-Trophée Andros — est un championnat français de course sur glace de type rallycross disputé depuis 1990. De 2019 à 2023, il accueille uniquement des véhicules 100 % électriques à 4 roues motrices et directrices. En 2024, la competition disparait en raison du dérèglement climatique.

## Historique
La naissance du Trophée Andros tient en 1985 à la rencontre entre l'ancien pilote Max Mamers (champion de France de rallycross) et Fréderic Gervoson, président de la société Andros. Tous deux, passionnés de rugby mais également d'automobile, décident de mettre sur pied une série hivernale de courses sur glace disputées dans les stations de ski françaises.
La première épreuve du Trophée Andros a lieu le 27 janvier 1990 à Serre Chevalier, et donne le coup d'envoi d'un petit championnat de quatre épreuves. Au fil des ans, le Trophée gagne en notoriété, et le calendrier se densifie, allant même jusqu'à s'offrir des incursions à l'étranger (Andorre et 3 éditions à Sherbrooke au Canada), et dans des lieux plus atypiques, comme au Stade de France où la Super-Finale du Trophée s'est courue 8 fois (1999, 2000, 2001, 2004, 2005, 2008, 2011 et 2019).
Pour sa 31e édition, du 7 décembre 2019 au 1er février 2020, la course automobile nouvellement baptisée « e-Trophée Andros » passe au tout électrique.

## Compétitions
Le Trophée Andros se décline en plusieurs championnats.

### Catégorie Élite

#### Aux origines du Trophée

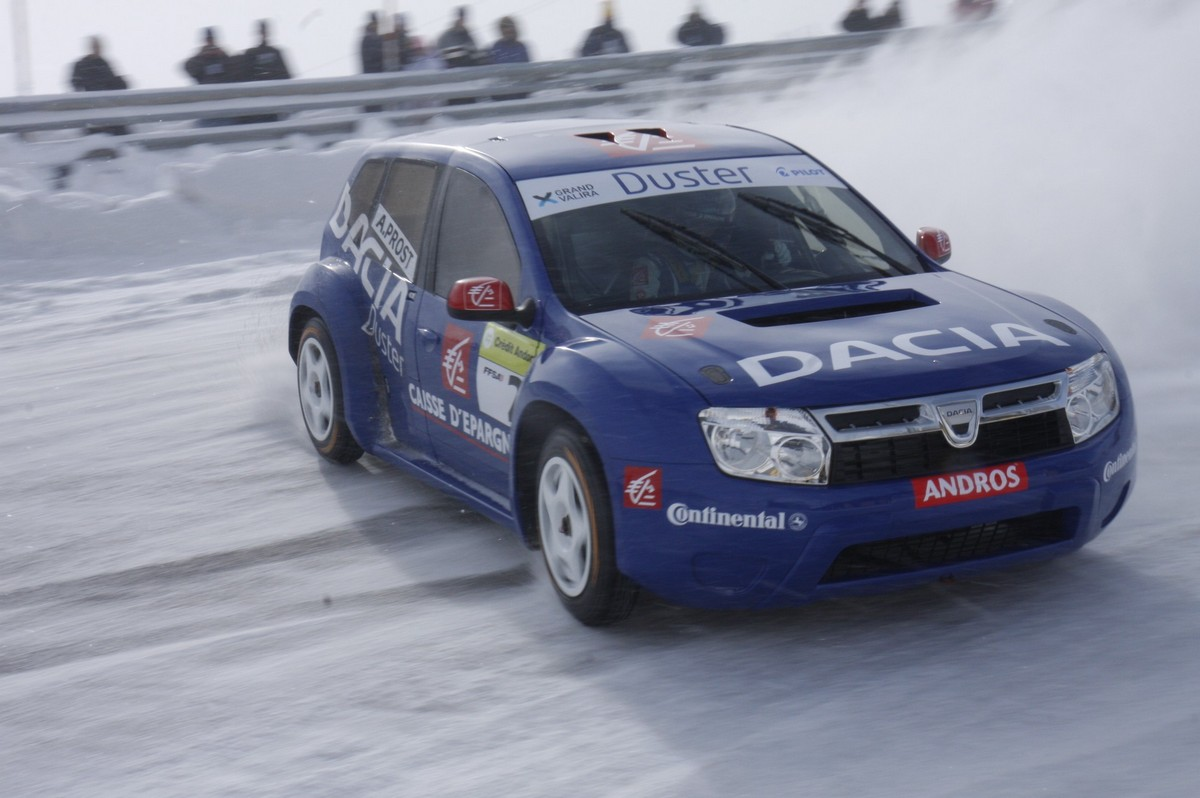
Alain Prost en prototype Silhouette Dacia Duster, Trophée Andros 2010

Il s'agit du championnat d'origine, celui dans lequel sont engagés les meilleures équipes et les pilotes les plus huppés, issus des horizons les plus divers. On y trouve des pilotes issus du rallye, du rallycross, des courses de côte, mais également du circuit, qu'il s'agisse des épreuves de tourisme (citons Yvan Muller, qui a dominé la discipline pendant près de dix ans), de monoplace (tels Alain Prost qui a remporté ce championnat en 2007, 2008 et 2012, Olivier Panis ou Romain Grosjean) ou d'endurance (avec par exemple Benoît Tréluyer ou Erik Comas).
Chaque manche du championnat se compose de deux courses complètes sur un week-end (essais, qualifications et finales). La « Super finale », disputée au Stade de France, ne compte pas pour le championnat et correspond à un show de démonstration.
Les automobiles employées sont propulsées par des moteurs six-cylindres de 3 L développant 340 ch. Ce sont des quatre roues motrices et directrices. À partir de 2002 apparaît en Élite une catégorie « Silhouette 4x4 » reprenant les spécifications techniques édictées par la Fédération française du sport automobile (FFSA) dans le Championnat de France de Supertourisme.

#### Règlement Élite

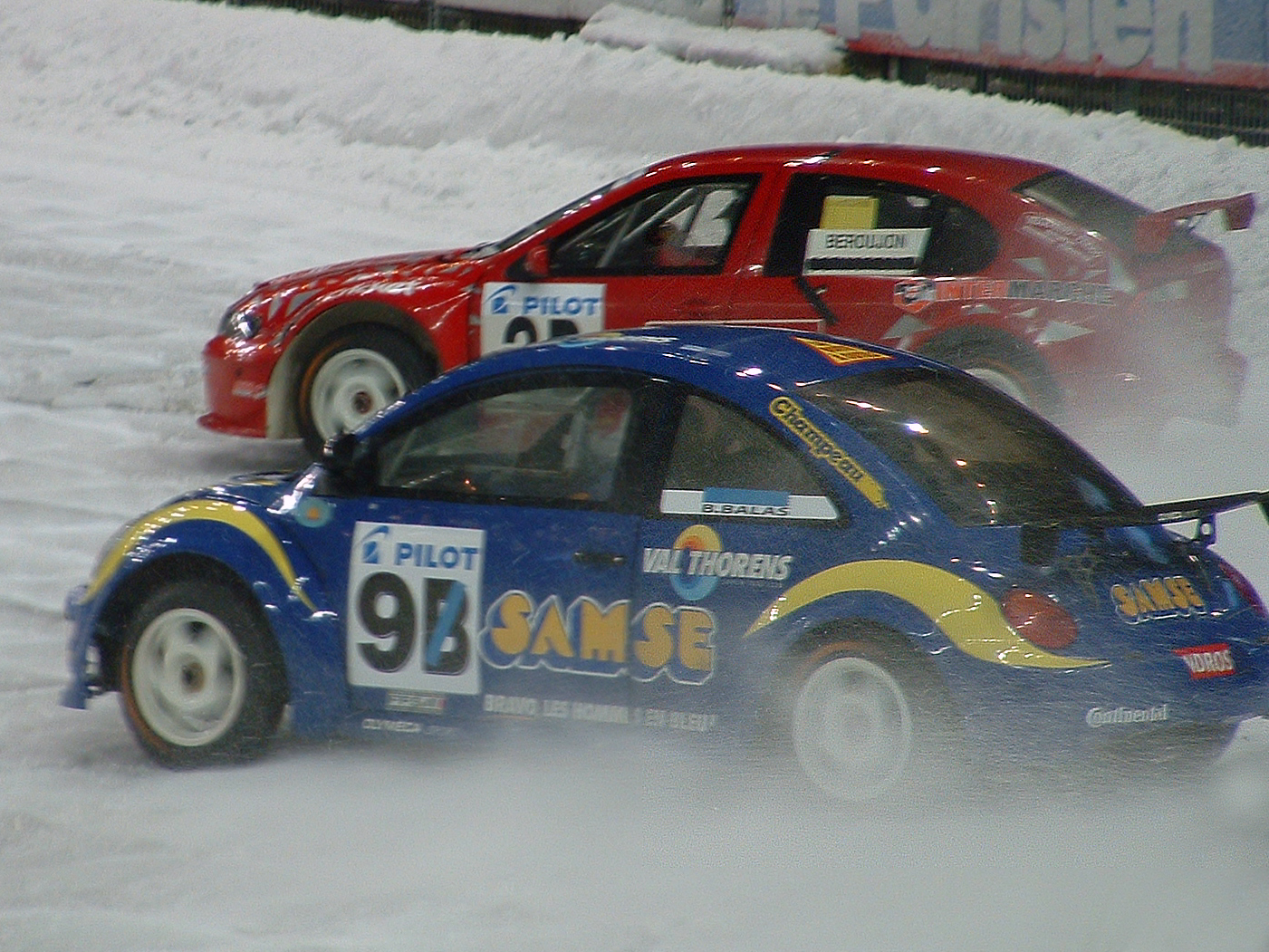
Bertrand Balas en catégorie Élite, Andros 2004 au Stade de France

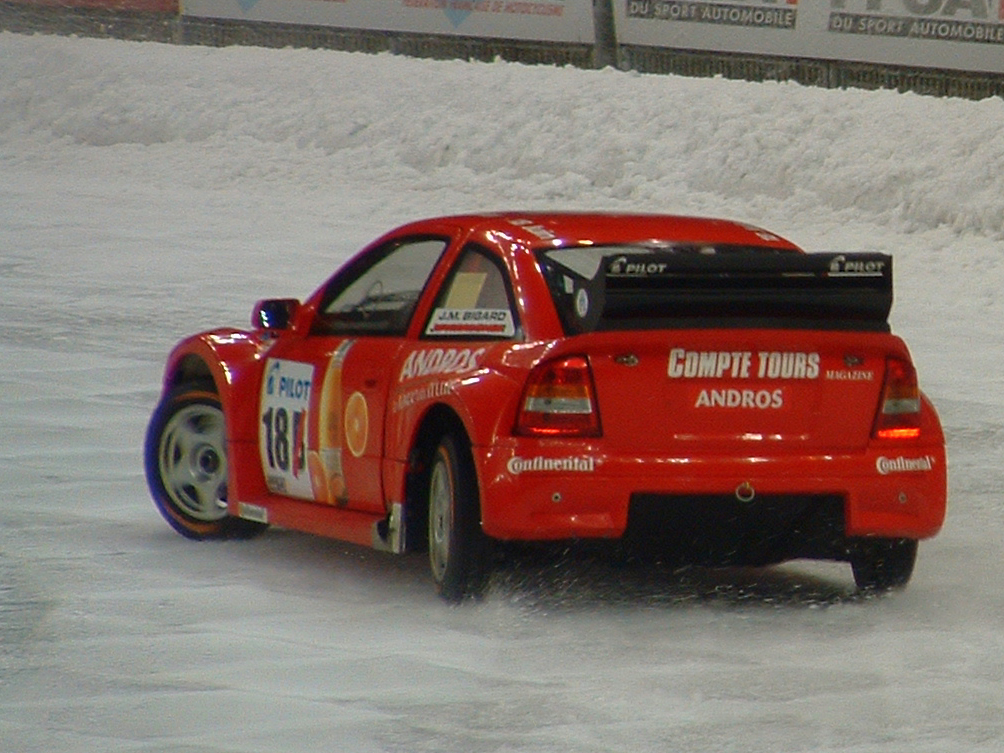
Jean-Marie Bigard, Andros 2004 au Stade de France

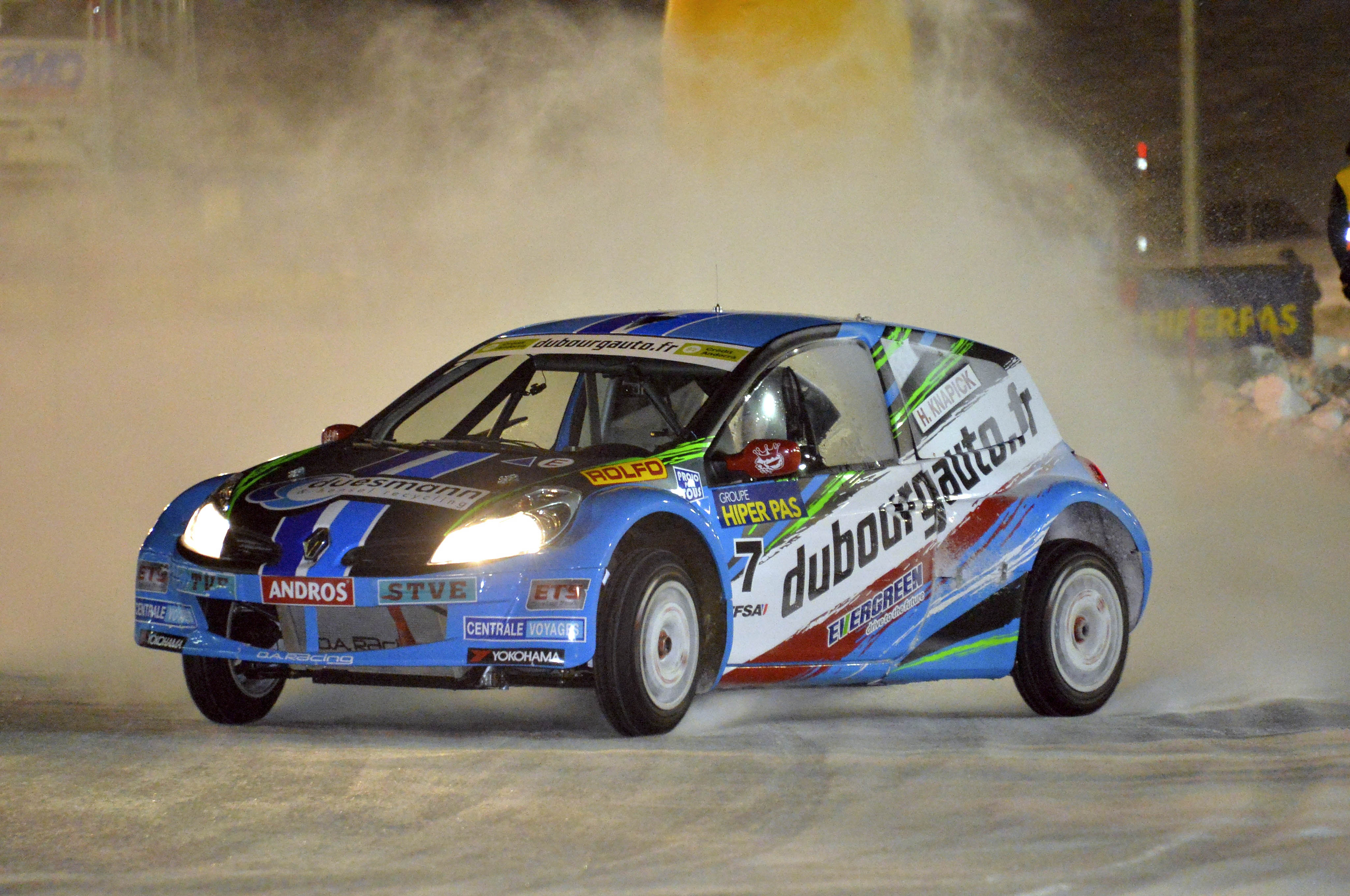
Hervé Knapick sur la Clio3 du DA Racing, Andorre, Trophée Andros 2016.

Les courses Élite se déroulent en quatre phases :
- Une séance d'essais où chaque pilote est autorisé à effectuer trois tours maximum ;
- Les séances qualificatives où quatre pilotes effectuent en même temps quatre tours chronométrés. Le temps cumulé de ces quatre tours sert de base au résultat des qualifications. Chaque pilote effectue deux séances qualificatives, seul le meilleur des deux temps étant conservé. Les résultats de cette phase permettent d'attribuer 80 % des points d'une manche du championnat ainsi que de déterminer les grilles de départ des finales ;
- La super pôle réunit les cinq premiers pilotes des manches qualificatives sur un tour chronométré, chaque pilote s'élance seul en piste suivant un ordre définit par un tirage au sort. Des points sont marqués suivant chaque résultat.
- Les finales se disputent sur dix tours en peloton de dix pilotes. Ils permettent d'attribuer 20 % des points d'une manche du championnat. Les vingt meilleurs pilotes des séances qualificatives se disputent les deux finales Élite Sup. Au-delà les pilotes participent à des finales Élite.
Au maximum, un pilote pourra remporter 80 points par course, 60 pour les qualifications et 20 pour la finale.

Des handicaps de poids sont attribués aux pilotes ayant réalisé un podium lors de la course précédente. Ainsi, le vainqueur d'une course est pénalisé de 60 kg pour la course suivante, le second de 40 kg et le troisième de 20 kg. Le pilote ayant remporté le précédent Trophée Andros dispose d'un « Lest Trophée » supplémentaire de 20 kg (ou 40 kg s'il a remporté le Trophée Andros plus d'une fois). Ce handicap est allégé de 10 kg après chaque course où le pilote ne figure pas sur le podium.
Ce règlement sportif des épreuves n'est pas simple mais est étudié pour donner aux spectateurs un maximum de courses spectaculaires et à enjeux.
Le Trophée Andros comprenait trois sous catégories:
- Indépendant pour les espoirs confirmés ;
- Féminin pour la 1re féminine ;
- Promotion (classement apparu en 1994), comme son nom l'indique, a vocation à préparer les jeunes pilotes et à servir d'antichambre à la catégorie élite. Dans les faits, c'est également une catégorie prisée par les personnalités du « show-bizz » amateurs de sensations fortes (citons Henri Leconte, Laura Flessel, Richard Virenque, David Hallyday, Jean-Pierre Pernaut, Jean-Marie Bigard, Élodie Gossuin, etc.).

#### Évolution 2014: Catégories Élite pro / Élite
- Élite Pro remplace la catégorie Élite par rapport aux années passées.
- Élite  remplace la catégorie Promotion.
- Féminins inchangé par rapport aux années passées. En 2016, le Trophée Féminin a été intégré au Trophée Andros électrique.
- Invités ENEDIS, devenu ANDROS Star avec les Andros Cars électriques.

Chaque catégorie Élite Pro et Élite  possèdent désormais leurs propres classements ainsi que l'attribution de lest en fonction des résultats de chaque pilote. Cela permet aux spectateurs une meilleure compréhension du trophée.

### AMV Cup

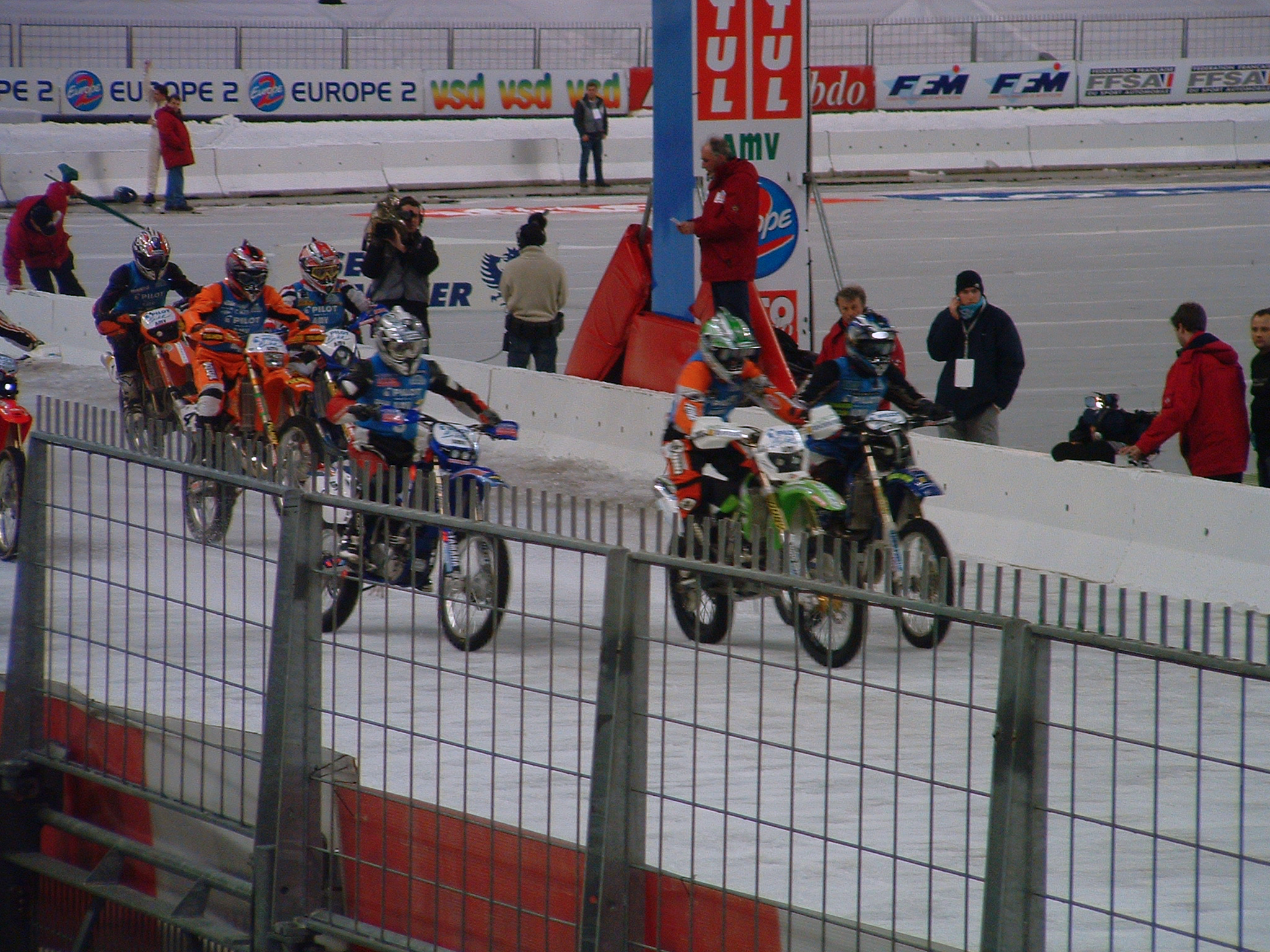
Pilot Bike du Trophée Andros 2004 au Stade de France

Le « Pilot Bike », anciennement « Bike Show », introduit dans le Trophée Andros en 1996, est un championnat réservé aux pilotes moto. En 1998, il est inscrit au calendrier officiel de la Fédération française de motocyclisme (FFM) et de la Fédération internationale de motocyclisme (FIM). Il est rebaptisé AMV Cup en 2015.
Les motos utilisées sont à une roue motrice et doivent être commercialisées en France. Elles ont une cylindrée de 125 à 300 cm3 pour les 2-temps et de 125 à 450 cm3 pour les 4-temps. Elles sont équipées de pneus Continental.

### Sprint Car et Trophée Andros Féminin

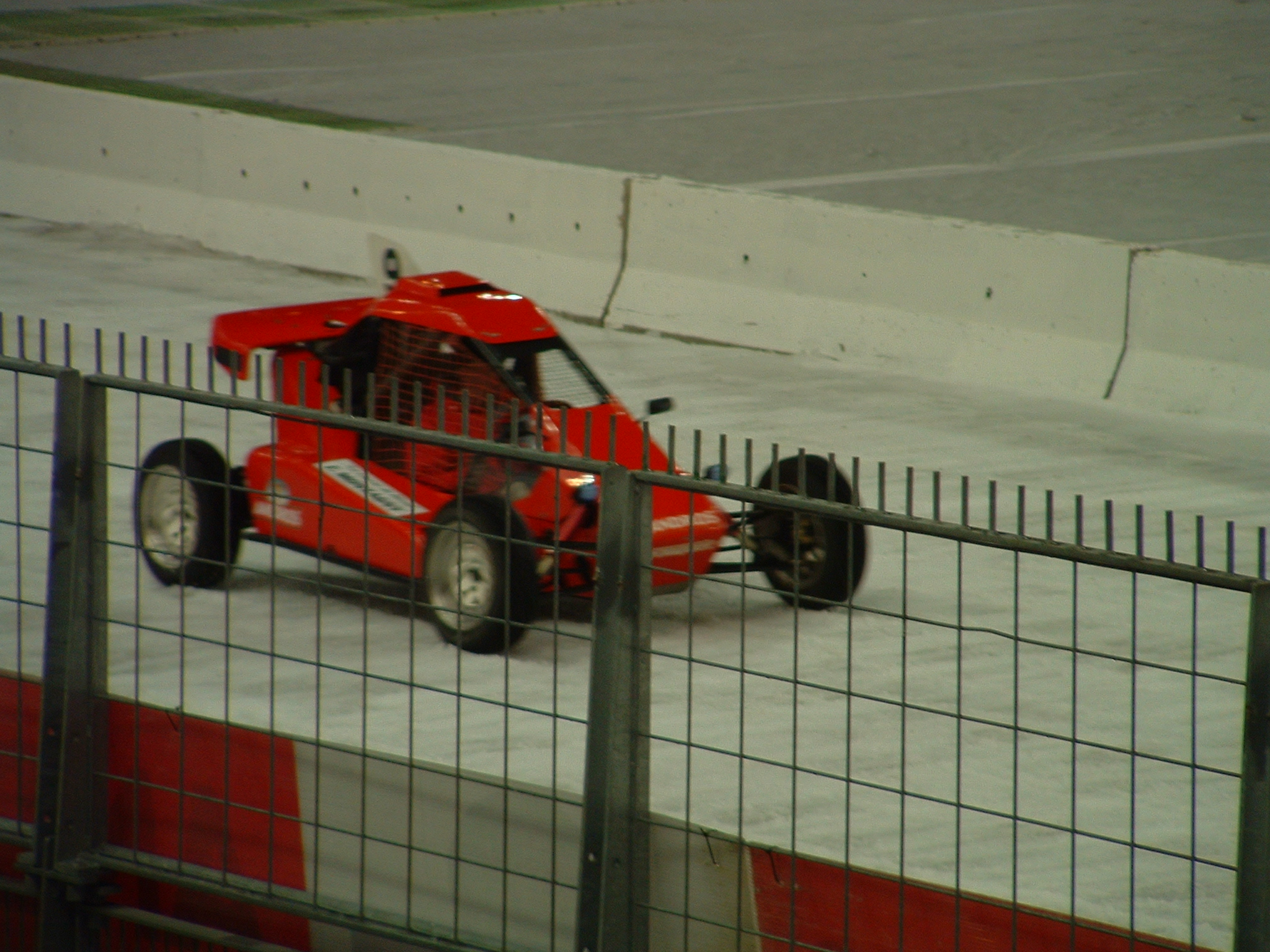
Buggy Sprint Car du Trophée Andros 2004 au Stade de France

En 2002, apparition du championnat Sprint-Car qui utilise des buggys munis de moteur de 600 cm3. Il distingue deux catégories : le Sprint-Car (Pilotes B) et le Trophée Andros Féminin (Pilotes A). Les organisateurs ont créé un championnat réservé aux femmes, et destiné à favoriser l'émergence d'entre elles dans les catégories supérieures du Trophée.
Le Trophée Féminin a été arrêté en 2010, puis est revenu en 2015. En 2016, la catégorie Sprint-Car a été abandonnée et le Trophée Féminin a été intégré au Trophée Andros électrique.

### Trophée Andros Électrique (2 roues motrices)

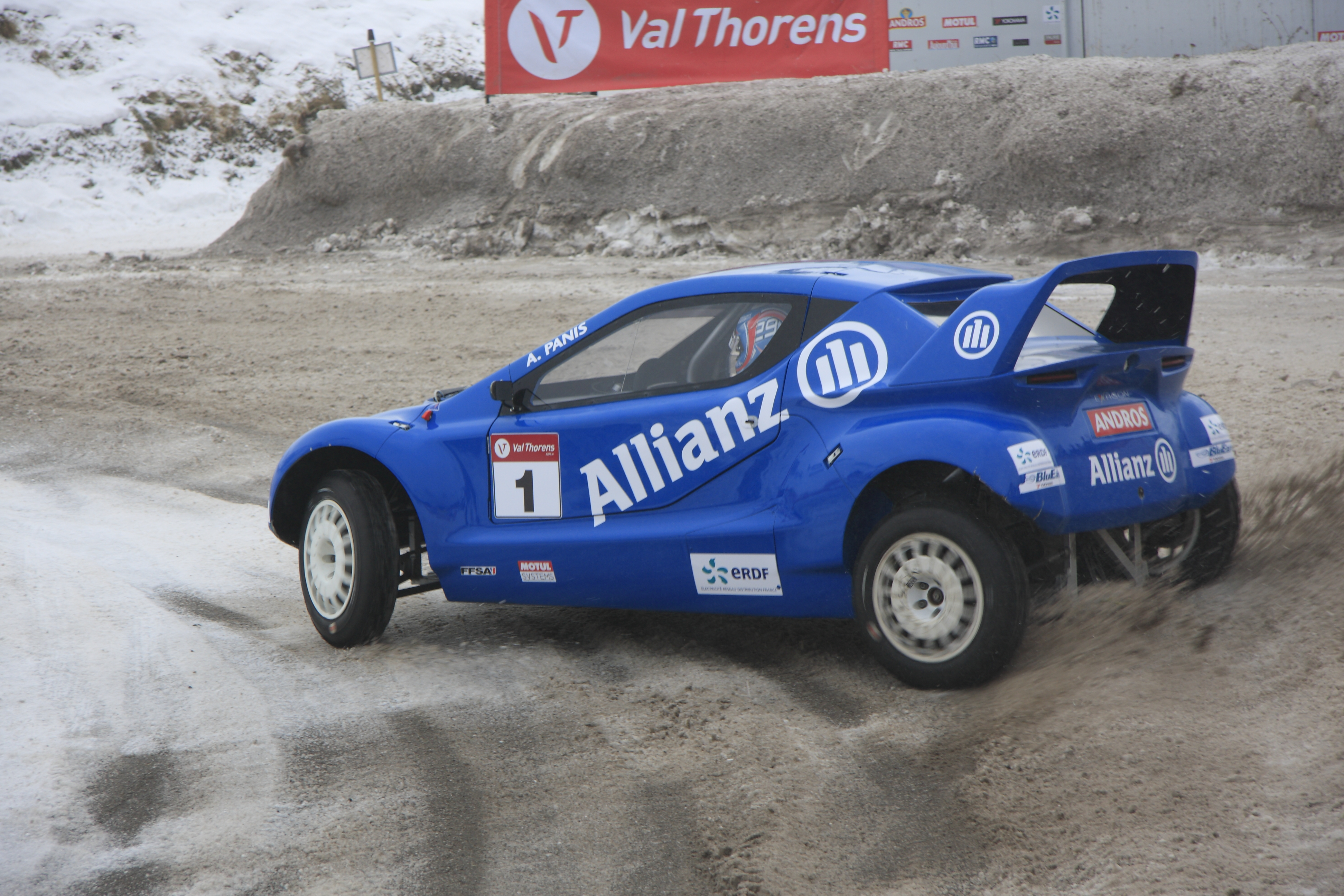
Trophée Andros Électrique 2015 à Val Thorens.

En 2010, apparaît un des tout premiers championnats automobiles ouverts aux voitures électriques sur la base d'une formule unique utilisant des voitures conçues et développées par Exagon Engineering,. 
Depuis 2020, les Andros Cars (2 roues motrices) sont réservées aux invités dans la catégorie « ANDROS Star ». 

## Palmarès
| 1990     | Éric Arpin            | Peugeot 205 Turbo 16 |                          |                    |                   |                       |
| 1991     | Maurice Chomat        | Citroën AX Sport     |                          |                    |                   |                       |
| 1992     | Dany Snobeck          | Mercedes 190 16S     | Team Snobeck             |                    |                   |                       |
| 1993     | Dany Snobeck          | Mercedes 190 16S     | Team Snobeck             |                    |                   |                       |
| 1994     | François Chauche      | Mega                 |                          |                    |                   |                       |
| 1995     | François Chatriot     | Opel Astra           | Opel France Team Snobeck |                    |                   | Michèle Mouton        |
| 1996     | Yvan Muller           | BMW 318i Compact     | Oreca                    |                    |                   |                       |
| 1997     | Yvan Muller           | BMW 318i Compact     | Oreca                    |                    |                   |                       |
| 1998     | Yvan Muller           | Opel Tigra           | Opel France Team Snobeck |                    | David Baffeleuf   |                       |
| 1999     | Yvan Muller           | Opel Tigra           | Opel France Team Snobeck |                    | David Baffeleuf   |                       |
| 2000     | Yvan Muller           | Opel Astra           | Opel France Team Snobeck |                    | Christophe Roblin |                       |
| 2001     | Yvan Muller           | Opel Astra           |                          |                    | David Baffeleuf   |                       |
| 2002     | Yvan Muller           | Opel Astra           |                          |                    | David Baffeleuf   | Véronique Patier      |
| 2003     | Marcel Tarrès         | Citroën Xsara        |                          |                    | David Baffeleuf   | Émilie Petit          |
| 2004     | Yvan Muller           | Kia Rio              | Team Kia                 |                    | David Baffeleuf   | Aurélia Marti         |
| 2005     | Yvan Muller           | Kia Rio              | Team Kia                 |                    | David Baffeleuf   | Margot Laffite        |
| 2006     | Yvan Muller           | Kia Rio              | Team Kia                 |                    | Maxime Emery      | Marlène Broggi        |
| 2007     | Alain Prost           | Toyota Auris         | Team Toyota France       |                    | Maxime Emery      | Audrey Roche          |
| 2008     | Alain Prost           | Toyota Auris         | Team Toyota France       |                    | Maxime Emery      | Anne-Sophie Lemonnier |
| 2009     | Jean-Philippe Dayraut | Škoda Fabia          | Škoda Racing Team        |                    | Eddy Richer       | Marie-Pierre Cripia   |
| 2010     | Jean-Philippe Dayraut | Škoda Fabia          | Saintéloc Racing         | Nicolas Prost      | Sylvain Dabert    |                       |
| 2011     | Jean-Philippe Dayraut | BMW Série 1          | Saintéloc Racing         | Nicolas Prost      | Maxime Emery      |                       |
| 2012     | Alain Prost           | Dacia Lodgy          | Team Dacia               | Christophe Ferrier | Sylvain Dabert    |                       |
| 2013     | Jean-Philippe Dayraut | Mini Countryman      | Saintéloc Racing         | Christophe Ferrier | Sylvain Dabert    |                       |
| 2014     | Jean-Philippe Dayraut | Mazda 3              | Team Mazda France        | Christophe Ferrier | Sylvain Dabert    |                       |
| 2015     | Jean-Philippe Dayraut | Mazda 3              | Team Mazda France        | Nathanaël Berthon  | Sylvain Dabert    | Marine Mercier        |
| 2016     | Jean-Baptiste Dubourg | Renault Clio 3       | DA Racing                | Matthieu Vaxivière | Sylvain Dabert    | Clémentine Lhoste     |
| 2017     | Jean-Baptiste Dubourg | Renault Clio 3       | DA Racing                | Christophe Ferrier | Sylvain Dabert    | Clémentine Lhoste     |
| 2018     | Jean-Baptiste Dubourg | Renault Captur       | DA Racing                | Aurélien Panis     | Sylvain Dabert    | Clémentine Lhoste     |
| 2019     | Jean-Baptiste Dubourg | Renault Captur       | DA Racing                | Christophe Ferrier | Maxime Emery      |                       |
| 2020     | Aurélien Panis        | Audi A1              | Saintéloc Racing         |                    | Sylvain Dabert    |                       |
| 2021     | Jean-Baptiste Dubourg | Renault Zoé          | DA Racing                |                    | Vivien Gonnet     |                       |
| 2022     | Jean-Baptiste Dubourg | Renault Zoé          | DA Racing                |                    | Vivien Gonnet     |                       |
| 2023     | Aurélien Panis        | Audi A1              | Saintéloc Racing         |                    | Vivien Gonnet     |                       |
| 2024     | Aurélien Panis        | Audi A1              | Saintéloc Racing         |                    | Vivien Gonnet     |                       |
| Sources, |                       |                      |                          |                    |                   |                       |

### Classement pilotes (catégorie ELITE Pro)
| Pilote                | Nationalité | Victoires | Titres |
| --------------------- | ----------- | --------- | ------ |
| Jean-Philippe Dayraut | France      | 59        | 6      |
| Yvan Muller           | France      | 48        | 10     |
| Alain Prost           | France      | 38        | 3      |
| Jean-Baptiste Dubourg | France      | 25        | 6      |
| Franck Lagorce        | France      | 23        |        |
| Marcel Tarrès         | France      | 17        | 1      |
| Olivier Panis         | France      | 16        |        |
| Benjamin Rivière      | France      | 14        |        |
| Dany Snobeck          | France      | 9         | 2      |
| François Chatriot     | France      | 8         | 1      |
| Bertrand Balas        | France      | 7         |        |
| François Chauche      | France      | 6         | 1      |
| Aurélien Panis        | France      | 6         | 1      |
| Paul Bourion          | France      | 5         |        |
| Jean-Pierre Malcher   | France      | 5         |        |
| Evens Stievenart      | France      | 5         |        |
| Nathanaël Berthon     | France      | 4         |        |
| Yann Ehrlacher        | France      | 4         |        |
| Philippe de Korsak    | France      | 4         |        |
| Maurice Chomat        | France      | 3         | 1      |
| Wilfried Merafina     | France      | 3         |        |
| Gilles Stievenart     | France      | 3         |        |
| Romain Grosjean       | France      | 3         |        |
| Laurent Fouquet       | France      | 2         |        |
| Pierre Llorach        | France      | 2         |        |
| Philippe Gache        | France      | 1         |        |
| Jean-Noël Lanctuit    | France      | 2         |        |
| Eric Arpin            | France      | 1         | 1      |
| Christian Béroujon    | France      | 1         |        |
| Marlène Broggi        | France      | 1         |        |
| Erik Comas            | France      | 1         |        |
| Alain Coppier         | France      | 1         |        |
| Andréa Dubourg        | France      | 1         |        |
| Christophe Ferrier    | France      | 1         |        |
| Michel Ferté          | France      | 1         |        |
| Gérald Fontanel       | France      | 1         |        |
| Alain Froment         | France      | 1         |        |
| Ludovic Gherardi      | France      | 1         |        |
| Jean-Marc Gounon      | France      | 1         |        |
| Toomas Heikkinen      | Finlande    | 1         |        |
| Yvan Lebon            | France      | 1         |        |
| Serge Lubrano         | France      | 1         |        |
| Stéphane Peterhansel  | France      | 1         |        |
| Nicolas Prost         | France      | 1         |        |
| Jean-Pierre Richelmi  | Monaco      | 1         |        |
| Jean-Luc Richner      | France      | 1         |        |
| Jean-Louis Schlesser  | France      | 1         |        |
| Adrien Tambay         | France      | 1         |        |
| Jacques Villeneuve    | Canada      | 1         |        |
| Philippe Wambergue    | France      | 1         |        |

Note : Bertrand Balas (de) (7 victoires), 3e du trophée en 1990, 1992 et 2007, a participé à toutes les éditions de l'épreuve, entre 1990 et 2013.
Les pilotes inscrits en gras sont ceux à avoir été titrés au moins une fois.

### Classement constructeurs (catégorie ELITE Pro)
| Constructeur* | Pays du constructeur (siège social) | Victoires (thermique) | Victoires (électrique) | Titres | Années (Pilote)                                       |
| ------------- | ----------------------------------- | --------------------- | ---------------------- | ------ | ----------------------------------------------------- |
| Opel          | Allemagne                           | 41                    |                        | 6      | 1995 (Chatriot) 1998, 1999, 2000, 2001, 2002 (Muller) |
| Renault       | France                              | 30                    | 7                      | 5      | 2016, 2017, 2018, 2019, 2021 (Dubourg)                |
| BMW           | Allemagne                           | 37                    |                        | 3      | 1996, 1997 (Muller) 2011 (Dayraut)                    |
| Toyota        | Japon                               | 36                    |                        | 2      | 2007, 2008 (Prost)                                    |
| Kia           | Corée du Sud                        | 34                    |                        | 3      | 2004, 2005, 2006 (Muller)                             |
| Škoda         | République tchèque                  | 24                    |                        | 2      | 2009, 2010 (Dayraut)                                  |
| Citroën       | France                              | 23                    |                        | 2      | 1991 (Chomat), 2003 (Tarrès)                          |
| Mini          | Allemagne                           | 23                    |                        | 2      | 2013, 2014 (Dayraut)                                  |
| Audi          | Allemagne                           | 5                     | 5                      |        |                                                       |
| Dacia         | Roumanie                            | 15                    |                        | 1      | 2012 (Alain Prost)                                    |
| Mazda         | Japon                               | 10                    |                        | 1      | 2015 (Dayraut)                                        |
| Peugeot       | France                              | 6                     | 4                      | 1      | 1990 (Arpin)                                          |
| Mega          | France                              | 7                     |                        | 1      | 1994 (Chauche)                                        |
| Mercedes-Benz | Allemagne                           | 6                     |                        | 2      | 1992, 1993 (Snobeck)                                  |
| Exagon Andros | France                              |                       | 6                      |        |                                                       |
| Fiat          | Italie                              | 6                     |                        |        |                                                       |
| Daewoo        | Corée du Sud                        | 2                     |                        |        |                                                       |
| Volkswagen    | Allemagne                           | 2                     |                        |        |                                                       |
| Nissan        | Japon                               | 1                     |                        |        |                                                       |
| Seat          | Espagne                             | 1                     |                        |        |                                                       |

* Les constructeurs n'ont pas toujours de liens officiels avec les équipes victorieuses (ex: l'équipe DA Racing victorieuse en 2018 n'a aucun soutien de Renault).

## Les sites du Trophée Andros
- Val Thorens (Savoie) - 33 fois
- Lans-en-Vercors (Isère) - 32 fois

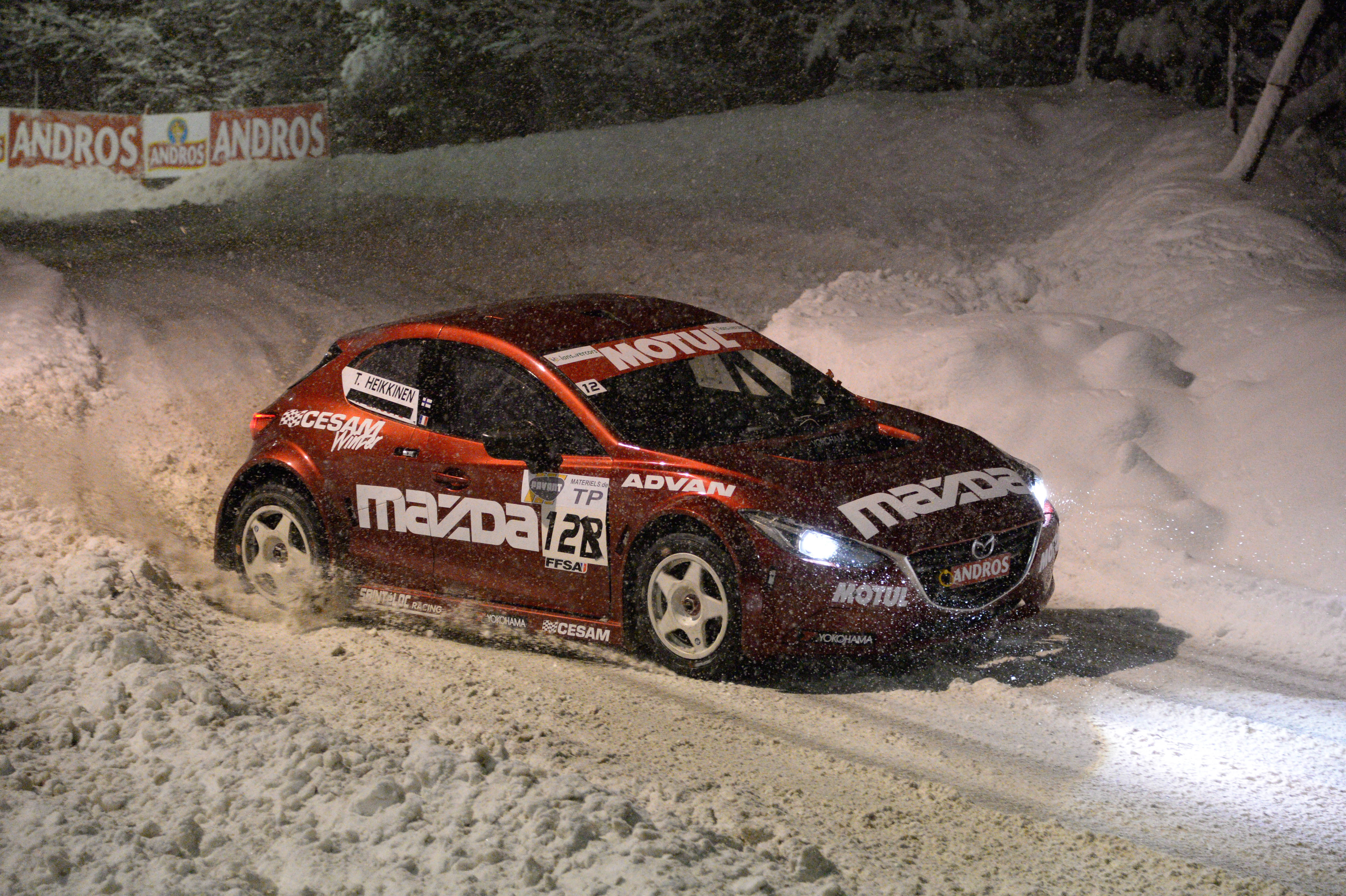
Toomas Heikkinen sur Mazda 3, Lans-en-Vercors, Trophée Andros janvier 2015

- Super-Besse (Puy-de-Dôme) - 27 fois
- Grandvalira - Le Pas de la Case (Andorre) - 27 fois
- Isola 2000 (Alpes-Maritimes) - 26 fois
- Serre Chevalier (Hautes-Alpes) - 26 fois
- L'Alpe d'Huez (Isère) - 23 fois
- Paris - 12 fois (8 Stade de France (Seine-Saint-Denis) - 2 pelouse de Reuilly - 1 Trappes - 1 Le Bourget )
- Saint-Dié-des-Vosges - Géoparc (Vosges) - 9 fois
- La Bresse (Vosges) - 5 fois
- Sherbrooke (Canada) - 4 fois
- Xonrupt Longemer (Vosges) - 4 fois
- Chamrousse (Isère) - 3 fois
- Nœux-les-Mines (Pas-de-Calais) - 2 fois
- Chamonix-Mont-Blanc (Haute-Savoie) - 1 fois (les 24 Heures de Chamonix, créées en 1970)